# Нордін Убаалі
Нордін Убаалі (фр. Nordine Oubaali, араб. نوردين أوبالي; 4 серпня 1986, Ланс, Па-де-Кале) — французький професійний боксер, призер чемпіонату світу серед аматорів, чемпіон світу за версією WBC у легшій вазі (2019 — 2021).

## Аматорська кар'єра
2006 року Убаалі став чемпіоном Франції і 2007 року виступив на чемпіонаті світу у найлегшій ваговій категорії. Здобувши три перемоги, у тому числі у чвертьфіналі над українцем Георгієм Чигаєвим, у півфіналі Убаалі програв Цзоу Шимін (Китай) і отримав бронзову медаль.
На Олімпійських іграх 2008 здобув перемогу над Рафікжоном Султоновим (Узбекистан), а у 1/8 фіналу лише за додатковими показниками поступився Цзоу Шимін — 3-3(+).
На чемпіонаті світу 2009 Убаалі брав участь вже у категорії до 51 кг і програв у першому бою, як і на чемпіонаті Європи 2010. На чемпіонаті світу 2011 в категорії до 52 кг здобув одну перемогу, а у 1/8 фіналу програв Майклу Конлену (Ірландія).
На Олімпійських іграх 2012 здобув перемоги над Аймалом Файсалом (Афганістан) та Роші Ворреном (США), а у чвертьфіналі вдруге поступився Майклу Конлену — 18-22.

## Професіональна кар'єра
2014 року Нордін Убаалі дебютував на професійному рингу.
19 січня 2019 року відбувся бій за вакантний титул чемпіона світу за версією WBC в легшій вазі між Нордіном Убаалі і Роші Ворреном, який вже встиг побувати чемпіоном світу за версією IBO в легшій вазі. Воррен не зміг реваншуватись за поразку на Олімпіаді 2012, програвши одностайним рішенням. Убаалі став новим чемпіоном світу.
В першому захисті титулу Убаалі здобув перемогу технічним нокаутом після шостого раунду над філіппінцем Артуром Вільянуева. А 7 листопада 2019 року відбувся бій Нордін Убаалі — Такума Іноуе (Японія), в якому французький боксер відстояв титул чемпіона, здобувши перемогу одностайним рішенням. У 4-му раунді Такума побував у нокдауні.
12 грудня 2020 року Убаалі мав зустрітися в бою з ексчемпіоном у чотирьох вагових категоріях уславленим філіппінцем Ноніто Донером, але знявся з бою 13 листопада 2020 року після позитивного тесту на COVID-19. Його замінив Еммануель Родрігес, але 9 грудня 2020 року Донер був змушений відмовитися від бою з Родрігесом, оскільки також отримав позитивний тест на COVID-19. Тож 29 травня 2021 року Нордін Убаалі зустрівся в бою з Донером і програв йому нокаутом у четвертому раунді, втративши титул чемпіона.